# Regelweerstand

Symbool regelweerstand

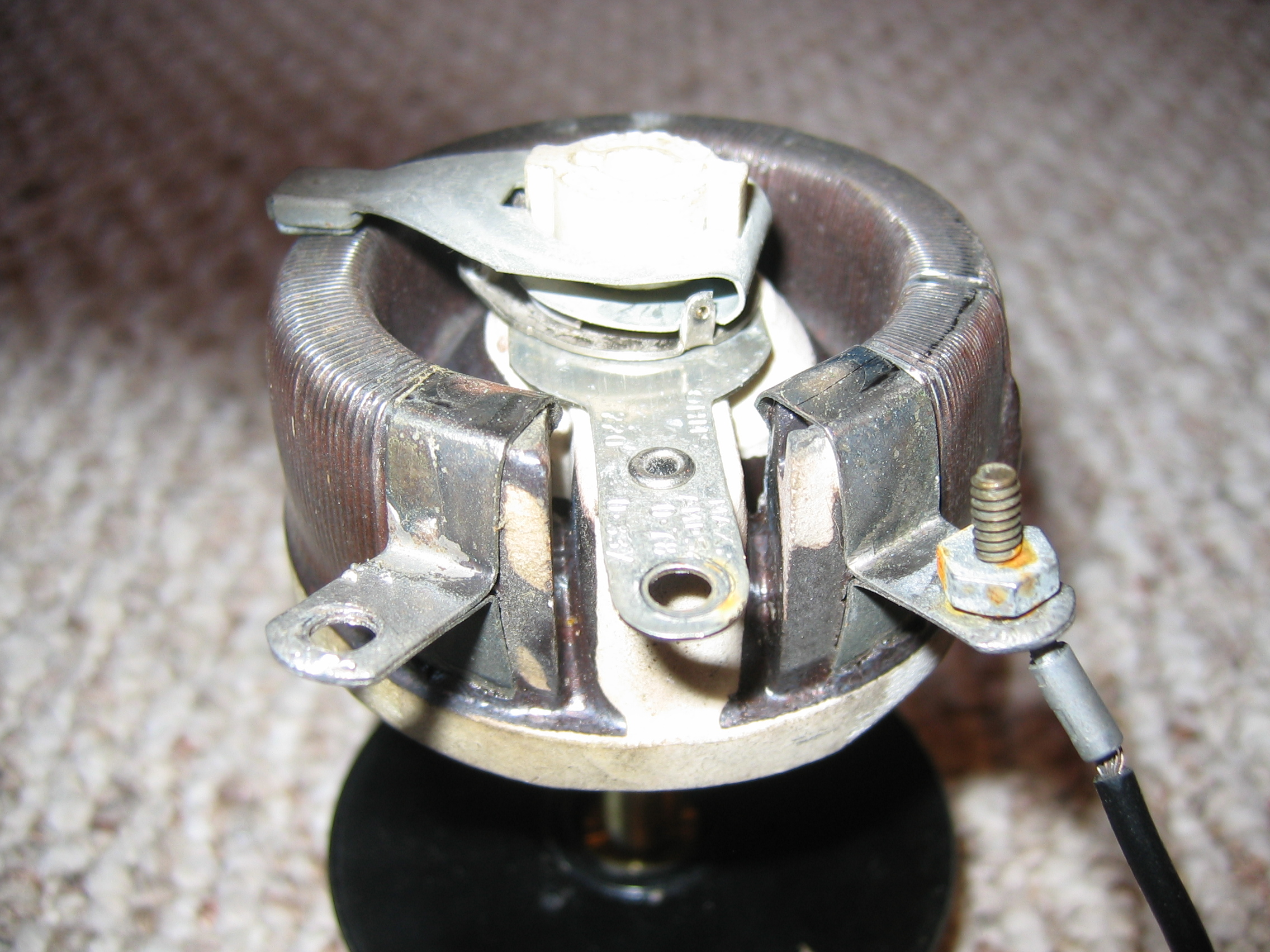
Een reostaat met draaiknop

Een regelweerstand of reostaat is een spoel van weerstandsdraad met een bepaalde lengte en een beweegbaar contact, opgenomen in een stroomkring.
Door middel van een draai- of schuifknop is het contact te verplaatsen en te regelen door hoeveel windingen van de spoel stroom gaat lopen. Gaat er stroom door slechts enkele windingen van de spoel, dan is er weinig weerstand. Wordt het contact zo bewogen dat er stroom door meer windingen gaat, dan is de weerstand groter.
Verschillende elektrische apparaten hebben zo een regelweerstand, in kleine uitvoeringen ook wel potentiometer genoemd.